# Nora Mørk
Nora Mørk, född 5 april 1991 i Oslo, är en norsk handbollsspelare (högernia). Hon är världsmästare och europamästare flera gånger med norska landslaget och har vunnit Champions League sex gånger.

## Klubblagskarriär
Nora Mörk inledde sin handbollskarriär i Osloklubben Bækkelagets SK, Nora Mörk spelade sedan sju säsonger i Larvik HK mellan 2009 och 2016..  Under tiden hade hon en långvarig knäskada. Med klubben vann hon Champions League 2011 och ett flertal norska cup och mästerskapstitlar. 2016 började hon spela för Györi ETO KC. Det är en europeisk toppklubb och Mörk vann ytterligare tre Champions League titlar med klubben. Redan i Györ drabbades hon av en knäskada. Hon började spela handboll igen på våren 2019, Hon spelade kvar i Györ till 2019. Hon skrev på för CSM București men i inledningen av säsongen i augusti 2019 skadade hon korsbandet. Efter skaderehabilteringen började hon spela för Vipers Kristiansand 2020. Framgångssagan har fortsatt med norska titlar och två Champions League-vinster till 2021 och 2022. Sedan 2022 spelar hon för danska Team Esbjerg.

## Landslagskarriär
Landslagskarriären inleddes i ungdomslandslagen med två guld i U19-EM 2009 i Ungern och U20-VM 2010 i Sydkorea.
Nora Mörk A-landslagsdebuterade 2010 och samma år blev hon Europamästare med Norge vid EM 2010. Hon har 2022 spelat över 200 landskamper med över 900 noterade mål och har vunnit EM fem gånger, VM två gånger plus ett silver, och efter två brons i OS 2016 och 2020 efter semifinalförluster mot Ryssland van hon OS-guld  2024 i Paris.

## Privat
Mørk är tillsammans med svenske handbollsspelaren Jerry Tollbring. Hennes tvillingsyster Thea Mørk har också varit professionell handbollsspelare.

## Meriter i klubblag
- Champions League-mästare: 6 (2011, 2017, 2018, 2019, 2021, 2022)
- Norsk mästare: 7 (2010, 2011, 2014, 2015, 2016, 2021, 2022)
- Ungersk mästare: 3 (2017, 2018, 2019)
- Norsk cupmästare: 7 (2009, 2010, 2013, 2014, 2015, 2020, 2021)
- Dansk mästare: 1 (2023)
- Dansk cupmästare: 1 (2022)

## Individuella utmärkelser i urval
- All-Star Team EM 2014, 2016 och 2020
- All-Star Team VM 2015, 2017 och 2021
- All-Star Team Champions League 2015, 2016, 2017, 2021, 2022
- Skytteligavinnare OS 2016 och 2020
- Skytteligavinnare EM 2016, 2020 och 2022
- Skytteligavinnare VM 2017
- EHF Excellence Awards Säsongens bästa högernia 2022/23